# Provincia di Iquique
La provincia di Iquique è una delle due province della regione cilena di Tarapacá, il capoluogo è la città di Iquique.	
Comprende i comuni di:
- Alto Hospicio
- Iquique